# Article 38 de la Constitution de la Cinquième République française
Article 37-1 Article 39
L’article 38 de la Constitution de la Cinquième République française permet au Gouvernement de prendre, après habilitation votée par le Parlement, des mesures qui relèvent du domaine de la loi par ordonnances. L’habilitation prend la forme d’une loi, les mesures devant par la suite être ratifiées par une seconde loi.

## Texte de l'article
« Le Gouvernement peut, pour l'exécution de son programme, demander au Parlement l'autorisation de prendre par ordonnances, pendant un délai limité, des mesures qui sont normalement du domaine de la loi.

Les ordonnances sont prises en Conseil des Ministres après avis du Conseil d'État. Elles entrent en vigueur dès leur publication mais deviennent caduques si le projet de loi de ratification n'est pas déposé devant le Parlement avant la date fixée par la loi d'habilitation. Elles ne peuvent être ratifiées que de manière expresse.

À l'expiration du délai mentionné au premier alinéa du présent article, les ordonnances ne peuvent plus être modifiées que par la loi dans les matières qui sont du domaine législatif. »
— Article 38 de la Constitution
La dernière phrase du deuxième alinéa, qui prévoit une ratification expresse des ordonnances, a été ajoutée par la loi constitutionnelle du 23 juillet 2008.
Les ordonnances permettent au Gouvernement d'intervenir dans des domaines qui sont normalement réservés au pouvoir législatif, détenu en France par le Parlement et dont l'étendue est fixée par l'article 34.
On peut distinguer 3 phases:
- 1- Loi d'habilitation
- 2- Elaboration des ordonnances
- 3- Loi de ratification

## 1- Loi d'habilitation
Par le vote d'une Loi ("Loi d'habilitation"), le Parlement délègue ses pouvoirs législatifs au gouvernement afin que celui-ci rédige des ordonnances.
Des conditions strictes sont imposées sur le plan procédural. En effet, le Gouvernement doit déposer sur le bureau des assemblées un projet de loi d'habilitation qui vaudra autorisation de légiférer une fois adopté. Cette habilitation peut également figurer dans un article d’une loi ayant un objet plus général.
Doivent figurer les motifs ayant conduit à l'utilisation des ordonnances, le programme envisagé ainsi qu'un délai d'habilitation. Celui-ci fixe les bornes de la période pendant laquelle le pouvoir exécutif pourra édicter des ordonnances. La Constitution n'impose aucune limite mais indique tout de même qu'il doit être « raisonnable ». En pratique, il est en général de six à dix-huit mois. Toutefois, pour les projets longs et complexes, des délais plus importants peuvent être de rigueur : s’agissant d’un travail de codifications, un délai de dix-huit mois est parfois considéré comme un minimum.
La loi d’habilitation détermine également le délai dans lequel les ordonnances prises doivent être ratifiées, délai qui peut courir à compter de la date de début de l’habilitation ou, plus généralement, à compter de la date de promulgation de chaque ordonnance.
Le projet de loi d'habilitation est soumis au vote des parlementaires. La loi votée, le gouvernement peut présenter les ordonnances en Conseil des ministres en vue de leur promulgation par le Président de la République.

## 2- Procédure d’élaboration et promulgation des ordonnances
Les projets d'ordonnances sont délibérés en Conseil des ministres et ils sont soumis au contrôle du Conseil d'État agissant ici en tant que conseiller juridique du Gouvernement. La conformité de l'ordonnance par rapport à la loi d'habilitation, aux conventions internationales, à la Constitution et aux principes généraux du droit est ainsi vérifiée.
Une fois l'ordonnance signée de la main du Premier ministre et du président de la République, elle acquiert une valeur réglementaire et peut donc être attaquée devant le Conseil d'État par un recours pour excès de pouvoir.
Lors de la première cohabitation entre 1986 et 1988, le président de la République François Mitterrand avait estimé qu'il était en droit de refuser de signer une ordonnance. Ce droit ne lui avait pas été contesté par le gouvernement de Jacques Chirac, qui avait fait adopter le texte en urgence par le Parlement conformément à la procédure législative normale.
La loi d'habilitation prévoit un second délai qui définit la période au cours de laquelle devra intervenir le dépôt d'un projet de loi de ratification par le Gouvernement auprès du bureau des Assemblées.
Une fois habilité à prendre des ordonnances, le gouvernement n’a pas l’obligation d’épuiser sa compétence. Il peut ainsi abandonner son projet, parfois faute de moyen, et au besoin solliciter une nouvelle habilitation du parlement dans la même matière.

## 3- Loi de ratification
Le Parlement, par le vote d'une loi de ratification, s'il le décide ainsi, entérine les ordonnances promulguées à l’initiative du Gouvernement. La loi de ratification peut apporter des modifications, mineures ou substantielles, aux ordonnances.
La ratification des ordonnances par une Loi de ratification, ou leur non-ratification, dans les délais requis par la loi d'habilitation, au vu de la constitution et de la jurisprudence du Conseil constitutionnel, produit des effets juridiques différents :
- Le vote d'une loi de ratification dans les délais prévus par la loi d'habilitation fait acquérir aux ordonnances une valeur législative.

- Le projet de loi de ratification
  - est rejeté par le Parlement : les ordonnances sont caduques ;
  - n'a pas été déposé par le gouvernement sur le bureau du Parlement ou alors a été déposé après la date prévue par la loi d'habilitation : les ordonnances sont caduques.
  - a été déposé avant la date prévue par la loi d’habilitation, les ordonnances :
    - ont une valeur réglementaire jusqu’à l’expiration du délai d’habilitation ;
    - ont une valeur législative après l’expiration du délai d’habilitation, dans les matières qui sont du domaine législatif en application de l'article 34 de la Constitution (Décision Conseil constitutionnel n°2020-843 QPC du 28 mai 2020 [6]).

## Modification des ordonnances
Les ordonnances ratifiées intervenant dans un domaine qui relève normalement du pouvoir législatif, elles ne peuvent être modifiées que par une loi, par le Parlement.
Le Gouvernement peut également modifier certaines dispositions si elles sont de nature réglementaires. C'est le Conseil Constitutionnel qui apprécie cette nature a priori, comme l'indique l'article 37, alinéa 2, de la Constitution.
Si l'ordonnance à modifier n'a pas été ratifiée, un décret suffit à apporter les changements désirés. Cependant, la procédure à suivre est la même que pour les ordonnances ce qui implique donc un avis du Conseil d'État puis une délibération en Conseil des ministres.

## Quelques décisions relatives aux ordonnances
- Conseil d'État, assemblée, 19 octobre 1962, Canal, Robin et Godot - Sur la nécessité des lois de ratification[7].
- Conseil constitutionnel, no 99-421 DC du 16 décembre 1999 - L'urgence est une motivation recevable à légiférer par ordonnances[8].
- Conseil constitutionnel, n°2020-843 QPC du 28 mai 2020 et n°2021-851/852 QPC du 3 juillet 2020 - Les dispositions d’une ordonnance qui interviennent dans le domaine de la loi, une fois le délai de l’habilitation expiré, sont des dispositions législatives au sens de l'article 61-1 de la Constitution. En conséquence, même si elles n’ont pas été ratifiées, l’examen de leur conformité au regard des droits et libertés que la Constitution garantit relève du Conseil constitutionnel et non pas du juge administratif[9],[10].